# Rolf Kessler
Rolf Kessler (* 13. Januar 1942 in München) ist ein deutscher Jurist. Er war Rektor der Fachhochschule Frankfurt am Main.

## Leben
Rolf Kessler studierte Rechtswissenschaften an der Ludwig-Maximilians-Universität München und war ab 1971 rechtlicher Berater des Rektors der Universität Regensburg. 
1972 folgte er dem Ruf der Fachhochschule Frankfurt auf die Professur „Verwaltungsrecht“ und „Aufsichtspflicht und Haftung in der offenen Jugendarbeit“. Es folgten Tätigkeiten als Dekan des Fachbereichs Sozialpädagogik und als Prorektor der Fachhochschule. Von 1983 bis 1986 bekleidete er zum ersten Mal das Amt des Rektors. Nach seiner ersten Amtszeit folgten wieder Lehrtätigkeiten im Fachbereich Sozial- und Kulturwissenschaften und Forschungsarbeiten über nichttechnische Anteile des Ingenieurstudiums. Für die Jahre 1995 bis 2002 wurde Kessler nochmals zum Rektor (beziehungsweise nach Umbenennung des Amtes zum Präsidenten) der Fachhochschule Frankfurt gewählt.